# Prunay-sur-Essonne
Prunay-sur-Essonne – miejscowość i gmina we Francji, w regionie Île-de-France, w departamencie Essonne.
Według danych na rok 1990 gminę zamieszkiwało 279 osób, a gęstość zaludnienia wynosiła 54 osób/km² (wśród 1287 gmin regionu Île-de-France Prunay-sur-Essonne plasuje się na 938. miejscu pod względem liczby ludności, natomiast pod względem powierzchni na miejscu 665.).